# Громова Марія Сергіївна
Марія Сергіївна Громова (10 серпня 1929, село Брехово Одинцовського району, тепер Московської області, Росія — 13 травня 2008, Московська область) — майстер машинного доїння на держплемзаводі «Комунарка». Член Центральної ревізійної комісії КПРС (1981—1986), член ЦК КПРС (1986—1989), депутат Ради Союзу Верховної Ради СРСР 10—11 скликання (1979—1989) від Московської області. Герой Соціалістичної Праці (10.02.1975).

## Біографія
Народилася в селянській родині, працювала в сільському господарстві з дитинства.
У 1945 році закінчила сім класів школи. З 1945 року працювала в колгоспах «15 лет Октября» і «Родина» Московської області. У 1954—1988 роках — доярка радгоспу, з 1961 року — держплемзаводу «Комунарка» в селищі Комунарка Ленінського району Московської області (тепер — у складі Сосенського поселення Новомосковського адміністративного округу міста Москви).
Член КПРС з 1973 року.
У 1972 році замість 35 корів М. С. Громова і її подруги по фермі стали обслуговувати 60 голів. Одночасно з цим змінювалася й удосконалювалася організація праці. Обов'язком доярок стала тільки одна операція — доїння корів. Годування і чищення тварин, мийку молочного посуду, прибирання приміщень стали виконувати інші люди.
У 1974 році сумарний надій склав у М. С. Громової 439 тонн, за що її удостоїли звання Героя Соціалістичної Праці. Через рік, коли Громова отримала від своєї групи корів 530 тонн молока, Марію Сергіївну назвали лауреатом Державної премії СРСР.
Похована в Москві на Прокшинському кладовищі.

## Нагороди і звання
- Герой Соціалістичної Праці (10.02.1975)
- орден Леніна (10.02.1975)
- орден Трудового Червоного Прапора (6.09.1973)
- Державна премія СРСР (1975)